# Déjà vu (Crosby, Stills, Nash & Young)
| Recensione                        | Giudizio         |
| --------------------------------- | ---------------- |
| AllMusic                          | [ 2 ]            |
| Robert Christgau                  | B-               |
| The New Rolling Stone Album Guide | [ 4 ]            |
| Sputnikmusic                      | 4.3 (Superb)     |
| Piero Scaruffi                    | [ 6 ]            |
| Ondarock                          | (Pietra miliare) |
| Dizionario del Pop-Rock           | [ 8 ]            |
| 24.000 dischi                     | [ 9 ]            |

Déjà vu è il primo album pubblicato dal "supergruppo" Crosby, Stills, Nash & Young nel 1970 dalla Atlantic Records. È uno degli album più popolari degli anni settanta ed è diventato col tempo un'icona di quel decennio. 
L'album raggiunge la prima posizione nella Billboard 200, in Australia ed Olanda e la quinta nel Regno Unito.
In Olanda il singolo Teach Your Children arriva alla settima posizione ed Our House alla nona. L'album ha venduto nove milioni (di cui sette milioni solo negli Stati Uniti) di copie in tutto il mondo.
Nel 2003 l'album è stato classificato al 148º posto della lista dei 500 migliori album secondo Rolling Stone.. Nel 2020 la classifica è stata aggiornata collocando l'album alla 220ª posizione

## Il disco
Déjà Vu fu lungamente atteso dopo il successo riscosso dal primo album CS&N del trio Crosby, Stills & Nash, e vide l'aggiunta nella band del chitarrista cantautore Neil Young, all'epoca praticamente sconosciuto al grande pubblico. Stephen Stills stimò che la lavorazione del disco richiese circa 800 ore di registrazione in studio; ogni singola traccia ricevette attenzioni meticolose e venne rifinita in maniera certosina. Le canzoni, tranne Woodstock, furono incise nel corso di sessioni individuali da ciascun membro della band. Young non appare in tutte le tracce dell'album, mentre il batterista Dallas Taylor e il bassista Greg Reeves sono accreditati sulla copertina del disco con un carattere tipografico sensibilmente più piccolo. Jerry Garcia suonò la pedal steel guitar nel brano Teach Your Children e John Sebastian suonò l'armonica nella title track.
Dall'album furono estratti ben quattro singoli di cui tre entrarono nella classifica Billboard Hot 100. La popolarità del disco contribuì al successo dei quattro album solisti dei membri della band pubblicati sulla scia di Déjà Vu: After the Gold Rush di Neil Young, Stephen Stills di Stills, If I Could Only Remember My Name di David Crosby, e Songs for Beginners di Graham Nash.

## Tracce
Lato A
1. Carry On – 4:25 (Stephen Stills)
2. Teach Your Children – 2:53 (Graham Nash)
3. Almost Cut My Hair – 4:25 (David Crosby)
4. Helpless – 3:30 (Neil Young)
5. Woodstock – 3:52 (Joni Mitchell)

Lato B
1. Déjà vu – 4:10 (David Crosby)
2. Our House – 2:59 (Graham Nash)
3. 4 + 20 – 1:55 (Stephen Stills)
4. Country Girl – 5:05 (Neil Young)
5. Everybody I Love You – 2:20 (Neil Young, Stephen Stills)

## Formazione
Crosby, Stills, Nash & Young
- David Crosby: voce, chitarra
- Stephen Stills: voce, tastiera, chitarra, basso
- Graham Nash: voce, chitarra, tastiera, percussioni
- Neil Young: voce, chitarra, tastiera, armonica a bocca

Altri musicisti
- Dallas Taylor: batteria, percussioni
- Greg Reeves: basso
- Jerry Garcia: pedal steel guitar (2)
- John Sebastian: armonica a bocca (6)

## Disseminazione
- Il brano Woodstock fu usato come sigla sui titoli di coda del film dedicato al raduno di Woodstock
- Il brano Our House fa parte della colonna sonora del film Fragole e sangue e fu poi usato come tema musicale di uno spot pubblicitario per la Fiat Multipla[16].